# Pintures de la Cartoixa de l'Aula Dei
Les Pintures de la Cartoixa de l'Aula Dei (1774) són un cicle d'obres pictòriques realitzades al secco (oli sobre el mur) per Francisco de Goya que decoren l'església del monestir de la Cartoixa de l'Aula Dei de Saragossa, situada a uns deu quilòmetres de la capital aragonesa, entre les localitats de Montañana i Peñaflor. Dels onze quadres originals només es conserven set de l'artista espanyol, perquè l'abandonament del monestir després de la desamortització va provocar grans desperfectes en aquests quadres. Quatre de les pintures van ser refetes pels germans Paul i Amedée Buffet.
Després de la seva tornada d'un viatge de formació a Itàlia, Goya rep diversos encàrrecs de pintures murals, entre els quals es troba el de decorar al fresc la volta del «coreto» de la Basílica del Pilar a Saragossa, que ho va fer amb una pintura sobre L'adoració del nom de Déu i un cicle complet del naixement i vida de la Mare de Déu que s'allarga fins a la Presentación de Jesús al temple, episodi que culmina la sèrie, l'any 1774.
El pintor aragonès va demostrar amb aquesta obra dominar la pintura mural de grans dimensions, perquè es tracta d'escenes que mesuren entre cinc i deu metres de longitud i d'uns tres metres d'altura cada una i que recobreixen la totalitat del perímetre dels murs de l'església cartoixa.
És una de l'obres més originals de l'etapa de joventut de Goya, que va poder començar a pintar-les el 1773 després de l'encàrrec del prior fra Félix Salcedo i fra José Lalana. La sèrie consta d'onze escenes de la vida de la Verge que es distribueixen com un fris al llarg dels murs de la capella del monestir. La successió d'estampes engega amb un Sant Joaquim i Santa Anna situada sobre les portes del peu del temple, per posteriorment alternar-se als costats de l'Evangeli i l'Epístola. Així, a la dreta continua amb el Naixement de la Mare de Déu i a l'esquerra amb els Esposoris de la Verge i Sant Josep. Segueixen una Visitació de Maria a la seva cosina Isabel, La Circumcisió, l'Adoració dels Reis Mags i per acabar amb el conservat de Goya, la Presentació de Jesús al temple.
En aquestes obres s'aprecia la capacitat per a la invenció de grans conjunts pictòrics i la correcta solució del compromís necessari entre la unitat i la varietat, encara que la monumentalitat que li presten els fons arquitectònics no acaba de trencar l'estaticisme una mica grandiloqüent i l'horitzontalitat de les composicions. Habitualment situa una massa central, amb les figures que protagonitzen l'escena, aïllats per espais buits de figures que continuen un paisatge i formes arquitectòniques fins altres grups de personatges secundaris situats a l'un i l'altre extrem del quadre.
Entre els assoliments de la sèrie es poden assenyalar la precisió en la tècnica de la pinzellada, aplicada amb decisió i obtenint una clara definició de plecs i rotunditat a les formes, de caràcter esbossat i geomètric i a l'encert de la composició, que obté un efecte teatral i espectacular situant el punt de vista baix i dotant d'una certa naturalitat el gest de les figures, estil propi de la pintura posterior de Goya. El resultat és un conjunt d'aspecte monumental i acadèmic, que se situa tant al barroc tardà com a la cruïlla d'un classicisme que va haver de satisfer els promotors de l'encàrrec i observadors de la talla d'Anton Raphael Mengs, el rector del gust neoclàssic del seu temps, que va apreciar la sèrie i aptituds al jove pintor que van poder influir en el fet que poc més tard fos anomenat en la cort com a pintor de cartons per als tapissos de la Real Fàbrica de Tapissos de Santa Bàrbara.